# Deutsche Skilanglauf-Meisterschaften 2022
Die Deutschen Skilanglauf-Meisterschaften 2022 fanden vom 1. bis zum 3. April 2022 in der Sparkassen-Skiarena in Oberwiesenthal und am 23. September 2022 in Oberhof statt. Es wurden Massenstartrennen, Sprints, Teamsprints, Staffel sowie Mixed-Staffel ausgetragen. Bei den Männern gewann Thomas Bing das Massenstartrennen über 30 km klassisch. Zudem siegte der Bayerische Skiverband im Teamsprint und die Staffel vom SC Oberstdorf. Bei den Frauen holte Katharina Hennig den Meistertitel im Massenstartrennen über 20 km klassisch. Den Teamsprint gewann der Thüringer Skiverband und die Staffel der SC Oberstdorf. Zudem gewann die Mixed-Staffel vom SV Oberteisendorf. Die Rennen wurden vom WSC Erzgebirge Oberwiesenthal ausgerichtet.

## Ergebnisse Herren

### Sprint Freistil
| Platz | Name                   | Verein         |
| ----- | ---------------------- | -------------- |
| 1     | Federico Pellegrino    | Italien        |
| 2     | Jan Stölben            | SLV Ernstberg  |
| 3     | Anian Sossau           | SC Eisenärzt   |
| 4     | Francesco De Fabiani   | Italien        |
| 5     | Elia Barp              | Italien        |
| 6     | Simone Mocellini       | Italien        |
| 7     | Janosch Brugger        | WSG Schluchsee |
| 8     | Alessandro Chiocchetti | Italien        |
| 9     | Maxim Cervinka         | Bertsdorfer SV |
| 10    | Elias Keck             | TSV Buchenberg |

Datum: 23. September

Am Start waren 46 Teilnehmer. Ausländische Teilnehmer erhielten keine Medaillen

### 30 km klassisch
| Platz | Name              | Verein                        | Zeit (h)  |
| ----- | ----------------- | ----------------------------- | --------- |
| 1     | Thomas Bing       | Rhöner WSV                    | 1:15:43,8 |
| 2     | Lucas Bögl        | SC Gaißach                    | 1:16:31,5 |
| 3     | Florian Notz      | SZ Römerstein                 | 1:16:32,0 |
| 4     | Korbinian Heiland | Skiclub Partenkirchen         | 1:16:41,3 |
| 5     | Albert Kuchler    | SpVgg Lam                     | 1:16:43,1 |
| 6     | Anian Sossau      | SC Eisenärzt                  | 1:18:03,9 |
| 7     | Max Göther        | VSC Klingenthal               | 1:18:06,9 |
| 8     | Niklas Müller     | WSC Erzgebirge Oberwiesenthal | 1:18:25,2 |
| 9     | Jakob Milz        | SV Oberreute                  | 1:18:47,7 |
| 10    | Max Olex          | Skiclub Partenkirchen         | 1:18:58,7 |

Datum: 2. April

Am Start waren 43 Teilnehmer.

### Teamsprint Freistil
| Platz | Landesverband            | Name                            | Verein                                    | Zeit (min) |
| ----- | ------------------------ | ------------------------------- | ----------------------------------------- | ---------- |
| 1     | Bayerischer Skiverband   | Killian Koller Marius Kastner   | TSV Buchenberg SC Neubau                  | 24:52,8    |
| 2     | Bayerischer Skiverband   | Marius Bauer Josef Fässler      | SC Oberstdorf SC Scheidegg                | 24:52,9    |
| 3     | Skiverband Sachsen       | Ruben Kretzschmar Max Göther    | SC Norweger 1896 Annaberg VSC Klingenthal | 24:55,4    |
| 4     | Thüringer Skiverband     | Paul Gräf Thomas Bing           | WSV Asbach Rhöner WSV                     | 25:08,4    |
| 5     | Westdeutscher Skiverband | Birger Hartmann Jan Stölben     | VFL Bad Berleburg SK Wunderthausen        | 25:13,0    |
| 6     | Bayerischer Skiverband   | Korbinian Heiland Thomas Spötzl | Skiclub Partenkirchen SC Oberstdorf       | 25:29,9    |

Datum: 1. April

Es waren 17 Teams am Start davon sechs U20-Teams. Es wurden 5 mal 2 km Runden gelaufen.

### 3 × 5 km Staffel
| Platz | Verein                | Name                                             | Zeit (min) |
| ----- | --------------------- | ------------------------------------------------ | ---------- |
| 1     | SC Oberstdorf         | Thomas Spötzl Leo Paluka Marius Bauer            | 34:14,6    |
| 2     | Nordic People         | Christian Winkler Florian Winkler Joshua Strübel | 34:24,1    |
| 3     | Skiclub Partenkirchen | Tilmann Hartlieb Korbinian Heiland Max Olex      | 35:01,3    |
| 4     | SWV Goldlauter        | Lennart Rövert Moritz Seeber Milan Neukirchner   | 35:23,3    |
| 5     | SC Neubau Herren      | Marius Kastner Luis Schwinger Lorenz Zapf        | 35:26,7    |

Datum: 3. April 

Es waren 42 Staffeln am Start.

## Ergebnisse Frauen

### Sprint Freistil
| Platz | Name             | Verein                |
| ----- | ---------------- | --------------------- |
| 1     | Coletta Rydzek   | SC Oberstdorf         |
| 2     | Sofie Krehl      | SC Oberstdorf         |
| 3     | Victoria Carl    | SC Motor Zella-Mehlis |
| 4     | Caterina Ganz    | Italien               |
| 5     | Laura Gimmler    | SC Oberstdorf         |
| 6     | Helen Hoffmann   | WSV Oberhof 05        |
| 7     | Pia Fink         | SV Bremelau           |
| 8     | Jessica Löschke  | TSV Leuna             |
| 9     | Lara Dellit      | WSV Asbach            |
| 10    | Alexandra Danner | SC Lenggries          |

Datum: 23. September

Am Start waren 42 Teilnehmerinnen.

### 20 km klassisch
| Platz | Name                | Verein                        | Zeit (min) |
| ----- | ------------------- | ----------------------------- | ---------- |
| 1     | Katharina Hennig    | WSC Erzgebirge Oberwiesenthal | 55:13,2    |
| 2     | Laura Gimmler       | SC Oberstdorf                 | 55:48,3    |
| 3     | Victoria Carl       | SC Motor Zella-Mehlis         | 55:58,2    |
| 4     | Helen Hoffmann      | WSV Oberhof 05                | 56:48,0    |
| 5     | Pia Fink            | SV Bremelau                   | 56:48,7    |
| 6     | Lisa Lohmann        | WSV Oberhof 05                | 57:22,0    |
| 7     | Katherine Sauerbrey | SC Steinbach-Hallenberg       | 57:48,8    |
| 8     | Cindy Kammler       | Rhöner WSV                    | 58:09,0    |
| 9     | Saskia Nürnberger   | VSC Klingenthal               | 59:26,7    |
| 10    | Jessica Löschke     | TSV Leuna                     | 59:30,0    |

Datum: 2. April

Am Start waren 26 Teilnehmerinnen.

### Teamsprint Freistil
| Platz | Landesverband          | Name                             | Verein                                  | Zeit (min) |
| ----- | ---------------------- | -------------------------------- | --------------------------------------- | ---------- |
| 1     | Thüringer Skiverband   | Lara Dellit Helen Hoffmann       | WSV Asbach WSV Oberhof 05               | 22:31,8    |
| 2     | Bayerischer Skiverband | Kim Hager Alexandra Danner       | SC Gefrees SC Lenggries                 | 22:32,9    |
| 3     | Thüringer Skiverband   | Cindy Kammler Lisa Lohmann       | Rhöner WSV WSV Oberhof 05               | 22:35,9    |
| 4     | Skiverband Sachsen     | Katharina Hennig Anne Winkler    | WSC Erzgebirge Oberwiesenthal SSV Sayda | 22:44,4    |
| 5     | Bayerischer Skiverband | Lisa Zinecker Jule Zeißler       | SV Oberteisendorf SC/TV Gefrees         | 23:10,2    |
| 6     | Skiverband Sachsen     | Jasmin Richter Saskia Nürnberger | SV Stützengrün VSC Klingenthal          | 23:24,4    |

Datum: 1. April

Es waren 11 Teams am Start. Es wurden 8 mal 1 km gelaufen.

### 3 × 3 km Staffel
| Platz | Verein                | Name                                        | Zeit (min) |
| ----- | --------------------- | ------------------------------------------- | ---------- |
| 1     | SC Oberstdorf         | Coletta Rydzek Sofie Krehl Laura Gimmler    | 22:31,9    |
| 2     | WSV Oberhof 05        | Lisa Lohmann Emily Herrnkind Helen Hoffmann | 23:33,0    |
| 3     | WSV Asbach            | Lara Dellit Celine Stadler Luise Gräf       | 24:08,7    |
| 4     | SC Oberstdorf         | Lou Huth Olivia Biberger Katja Veit         | 24:12,7    |
| 5     | SC Gefrees            | Hanna Nöhmeier Kim Hager Jule Zeißler       | 24:20,2    |
| 6     | SC Motor Zella-Mehlis | Johanna Weiß Elena Weyh Victoria Carl       | 25:08,8    |

Datum: 3. April 

Es waren 17 Staffeln am Start.

## Mixed

### Staffel
| Platz | Verein                    | Name                                              | Zeit (min) |
| ----- | ------------------------- | ------------------------------------------------- | ---------- |
| 1     | SV Oberteisendorf         | Lisa Zinecker Moritz Egger Korbinian Fagerer      | 30:48,4    |
| 2     | SC Norweger 1896 Annaberg | Monique Siegel Toni Escher Ruben Kretschmar       | 30:50,5    |
| 3     | VSC Klingenthal           | Saskia Nürnberger Max Göther Jonas Albrecht       | 31:16,6    |
| 4     | WSV Bad Lobenstein        | Alexandra Otto Maren König Tristan Wenzel         | 32:23,9    |
| 5     | Bertsdorfer SV            | Alexandra Hoffmann Valentin Mättig Maxim Cervinka | 32:24,5    |
| 6     | SCMK Hirschau             | Ella Paul Jakob Lauerer Jonathan Epp              | 32:34,4    |

Datum: 3. April 

Es waren 46 Staffeln am Start.